# Hardivillers
Hardivillers – miejscowość i gmina we Francji, w regionie Hauts-de-France, w departamencie Oise.
Według danych na rok 1990 gminę zamieszkiwało 481 osób, a gęstość zaludnienia wynosiła 50 osób/km² (wśród 2293 gmin Pikardii Hardivillers plasuje się na 549. miejscu pod względem liczby ludności, natomiast pod względem powierzchni na miejscu 482.).